# 엘타르프주

엘타르프주

엘타르프주(아랍어: ولاية الطارف)는 알제리 북동부에 위치한 주로, 주도는 엘타르프이며 면적은 3,339km2, 인구는 411,783명(2008년 기준)이다.